# Comedian Harmonists
I Comedian Harmonists furono un gruppo vocale maschile tedesco, attivo tra il 1928 e il 1935, composto da 5 cantanti (2 tenori, un tenore buffo, un baritono e un basso) e un pianista.

## Biografia

### Gli inizi
Fondatore del gruppo fu il berlinese Harry Frommermann (dal 1942 Harry Frohman), che nel dicembre 1927 pubblicò su un giornale di annunci un'inserzione per la ricerca di un tenore e un basso. L'idea era quella di formare un gruppo vocale sul modello degli americani The Revelers, che a partire dal 1925 avevano ottenuto sempre maggior successo nella loro patria e, tramite i dischi, anche in Germania. Caratteristiche delle esecuzioni dei "Revelers" erano la precisione ritmica, lo stile sincopato e l'originalità delle elaborazioni.
All'annuncio di Frommermann risposero più di 70 persone: erano anni di disoccupazione dilagante e molti erano alla ricerca di un lavoro, qualunque esso fosse. La gran parte dei candidati si rivelò infatti completamente inadatta sin dall'inizio del semplice provino cui Frommermann sottoponeva ognuno, avvalendosi della collaborazione pianistica dell'amico Theodor Steiner. Fortunatamente tra coloro che risposero all'annuncio vi era pure il basso Robert Biberti), corista in un teatro berlinese, il quale in capo a pochi giorni portò con sé tre suoi colleghi: il tenore bulgaro Asparuch (detto Ari) Leschnikoff, il baritono polacco Roman Cycowski e il tenore Walter Nußbaum. Leschnikoff a sua volta interessò al progetto un suo amico, il giovanissimo pianista Erwin Bootz, che a partire dal maggio 1928 sostituì Theodor Steiner.
L'insieme era così costituito e s'iniziarono le prove, ovviamente a titolo completamente gratuito. Gli arrangiamenti erano stati preparati da Frommermann ancora prima che il gruppo fosse costituito. Dopo una prima esibizione davanti all'impresario del teatro berlinese "Scala", risoltasi in un clamoroso insuccesso, l'idea di lasciar perdere sembrava prevalere, ma Robert Biberti riuscì a persuadere i compagni a continuare a provare ancora per alcuni mesi e poi ripresentarsi in qualche altro teatro. Nel contempo fu pure deciso il nome del complesso: "The Melody Makers".

### Il successo
La perseveranza di Biberti fu premiata: dal settembre 1928 in poi fu un continuo ripetersi di successi. Il gruppo nel frattempo, con l'uscita di Nußbaum e la sua sostituzione con Erich Abraham-Collin, aveva assunto la sua formazione definitiva (un'unica variazione avrebbe avuto luogo tra il novembre 1930 e il giugno 1931, con la temporanea sostituzione di Erwin Bootz con il pianista Walter Joseph), e alla primitiva denominazione era stata sostituita quella di Comedian Harmonists.
Già alla fine del 1929 il complesso godeva di un'amplissima celebrità, anche grazie ai numerosissimi dischi incisi per l'etichetta Electrola (la "Voce del Padrone" tedesca).
I "Comedian Harmonists" erano all'apice del successo quando cominciarono le difficoltà causate dall'ascesa al potere del partito nazista: due dei componenti il gruppo erano infatti di religione ebraica (Frommermann e Cycowsky) e uno, benché battezzato protestante, era di origine ebraica (Erich Abraham-Collin).
Alla fine del 1933 per esercitare attività artistica in Germania divenne necessaria l'iscrizione al sindacato unico degli artisti tedeschi: i sei Comedian Harmonists fecero immediatamente domanda d'iscrizione, ma la risposta tardava a venire. Appena nei primi mesi del 1934 i tre membri non ebrei ricevettero la comunicazione dell'avvenuta iscrizione, mentre gli altri tre erano lasciati in sospeso. Nulla però impediva loro di svolgere attività concertistica all'estero, sicché nell'estate del 1934 furono chiamati negli Stati Uniti per una serie di concerti radiofonici, coronati da un'esibizione a bordo della portaerei Saratoga a beneficio di tutta la Marina degli Stati Uniti.
Il soggiorno americano fu occasione per discutere di un eventuale abbandono definitivo della Germania, per essere sicuri di poter proseguire l'attività, ma alla fine prevalse il parere di Biberti, che intendeva rientrare in Germania per non lasciare la vecchia madre e il suo bell'appartamento di Berlino-Charlottenburg.
Nel novembre 1934, dopo il loro ritorno in Europa, compirono una tournée in Italia, che li portò a Milano (Associazione italiana degli amici della musica, venerdì 16 novembre), Perugia, Roma (19 novembre, presso la Reale Accademia Filarmonica Romana, via di Ripetta, 105), Genova, Torino, Padova, Trieste (lunedì 26 novembre, presso la Società dei Concerti, Sala del Littorio [attuale Sala del Ridotto del Teatro lirico "Giuseppe Verdi"]) e Fiume. Il successo fu tale che al gruppo venne immediatamente proposta una seconda tournée per la primavera 1935.

### Lo scioglimento
Dopo il rientro dei Comedian Harmonists in Germania, tra la fine del 1934 e l'inizio dell'anno successivo, giunse dal sindacato la risposta alla richiesta d'iscrizione per i tre membri ebrei: rifiuto. Una tournée in varie città tedesche, già programmata per il gennaio 1935, fu nondimeno confermata dalle autorità, in quanto i singoli teatri avevano già venduto tutti i posti e un annullamento avrebbe rappresentato un danno economico.
La proibizione definitiva dell'attività per i tre membri ebrei scattò con il 1º marzo 1935. Contestualmente s'imponeva anche il cambio della denominazione straniera del complesso, da sostituirsi con una tedesca. L'attività del gruppo subì così una forzata battuta d'arresto: a farne le spese fu anche la prevista seconda tournée italiana, inevitabilmente cancellata, visto che i tre membri di origine ebraica lasciarono la Germania già nei primi giorni di marzo.

### Il gruppo degli esuli
Frommermann, Cycowski e Abraham-Collin emigrarono in Austria e diedero vita a un nuovo sestetto, denominato Comedy Harmonists. Di esso si ricordano due tournée in Italia, la prima nell'aprile 1937, la seconda esattamente un anno dopo. Dopo l'annessione dell'Austria da parte della Germania nel 1938 i membri si trasferirono dapprima in Australia, quindi negli Stati Uniti ove continuarono l'attività fino al principio del 1941, quando il gruppo si sciolse a seguito del ritiro di Cycowski.
Nel dopoguerra Abraham-Collin costituì un nuovo gruppo mantenendo l'antica denominazione e si recò con esso in Europa per una lunga tournée. Tuttavia, pochi giorni prima del primo concerto uno dei membri morì improvvisamente, e Abraham-Collin contattò d'urgenza Harry Frommermann (che aveva nel frattempo cambiato il proprio cognome in Frohman) che era da poco tornato a Berlino al seguito delle truppe d'occupazione statunitensi e prestava servizio presso la locale stazione radiofonica (di questo nuovo gruppo si ricorda un concerto a Lecco il 21 febbraio 1949 come Comedian Harmonists). La tournée diede ottimi frutti ma il gruppo si sciolse subito dopo: i nuovi componenti di nazionalità statunitense si fecero prendere la mano dal successo e si rifiutarono d'impegnarsi seriamente nelle prove, comportamento che Abraham-Collin e Frohman ritennero intollerabile.
Successivamente il solo Frohman si trasferì a Roma e creò un sestetto vocale misto denominato Harry Frohman and his Harmonists, attivo per qualche mese nel 1950, che lavorò anche per la RAI. Dopo il successo radiofonico Frohman ottenne una scrittura per una tournée europea, ma la famiglia di una delle cantanti donne giudicò sconveniente per una signorina viaggiare per l'Europa in compagnia di uomini che non fossero suoi parenti. Così non se ne fece nulla e il gruppo cessò ogni attività.

### Il gruppo tedesco
I tre membri non ebrei (Biberti, Bootz e Leschnikoff) rimasero invece in Germania e a partire dal giugno 1935 ritornarono sulle scene assieme a tre nuovi componenti, assumendo la denominazione di Meistersextett früher Comedian Harmonists. La loro attività proseguì, tra crescenti difficoltà a causa dei crescenti dissapori tra i componenti (Erwin Bootz lasciò il gruppo nel marzo 1938 e alla fine dell'anno successivo uscì anche Leschnikoff dopo uno scontro con Biberti) e del tipo di repertorio, giudicato non confacente al popolo tedesco e men che mai a un popolo impegnato in una guerra, fino al principio del 1941, quando il complesso fu sciolto d'autorità e il suo capo Robert Biberti fu richiamato al servizio militare. Del Meistersextett si ricorda una tournée italiana nel marzo 1939, con le medesime tappe di quella compiuta cinque anni prima (esibizione a Trieste presso la Società dei Concerti, Sala del Littorio, mercoledì 15 marzo).

### I componenti
- Harry Frommermann (1906–1975), tenore buffo
- Ari Leschnikoff (1897–1978), primo tenore
- Erich Abraham-Collin (1899–1961), secondo tenore
- Roman Cycowski (1901–1998), baritono
- Robert Biberti (1902–1985), basso
- Erwin Bootz (1907–1982), pianista

### Il loro repertorio più popolare
- Creole Love Call (da Duke Ellington)
- Die Dorfmusik ("La musica paesana")
- Ein bißchen Leichtsinn kann nicht schaden ("Un po' di leggerezza non può far danno")
- Hallo, was machst Du heut‘, Daisy? ("Ciao, Daisy, che fai oggi?")
- In einem kühlen Grunde ("In una fresca valle")
- Irgendwo auf der Welt ("Da qualche parte nel mondo")
- Kannst Du pfeifen, Johanna? ("Sai fischiare, Giovanna?")
- Mein kleiner grüner Kaktus ("Il mio piccolo cactus verde")
- Schöne Lisa, süße Lisa ("Bella Lisa, dolce Lisa")
- Veronika, der Lenz ist da ("Veronica, è arrivata la Primavera")
- Wochenend und Sonnenschein ("Fine settimana e sole splendente")
- Schöne Isabella von Kastilien ("Bella Isabella dalla Castiglia")

Parte del repertorio dei Comedian Harmonists viene oggi riproposto da Max Raabe.

## Filmografia
- La sirenetta dell'autostrada (Die Drei von der Tankstelle), regia di Wilhelm Thiele (1930)
- Bomben auf Monte Carlo, regia di Hanns Schwarz (1931)
- Die - oder keine, regia di Carl Froelich (1932)
- Il vincitore (Der Sieger), regia di Hans Hinrich e Paul Martin (1932)
- Comedian Harmonists, regia di Joseph Vilsmaier (1997)